# Kedarnath Singh
Pour les articles homonymes, voir Singh.
Kedarnath Singh (né le 7 juillet 1934 et mort le 19 mars 2018) est un poète, critique et écrivain indien. Il est récipiendaire du Prix Jnanpith en 2013 et du Sahitya Akademi Award (en) en 1989.

## Biographie
Kedarnath Singh naît le 7 juillet 1934 dans le village de Chakia (en), dans le district de Ballia, dans la partie est de l'Uttar Pradesh. Il fait des études à l'université hindoue de Bénarès, où il obtient un Ph.D.. Il a enseigné à divers endroits, dont l'université Jawaharlal-Nehru.